# T-Mobile Arena
T-Mobile Arena este o arenă interioară multifuncțională pe Las Vegas Strip în Paradise, Nevada. Deschisă pe 6 aprilie 2016, arena este un joint-venture între MGM Resorts International și Anschutz Entertainment Group.